# Chand Singh
Chand Singh (ur. 8 czerwca 1986) – indyjski wioślarz.

## Osiągnięcia
- Mistrzostwa Świata – Poznań 2009 – jedynka wagi lekkiej – 23. miejsce[1].